# Aaron Turner
Aaron Turner (* 7. listopadu 1977 Santa Fe) je americký kytarista, zpěvák, skladatel a grafik, známý zejména pro své dlouholeté působení v americké post metalové skupině Isis. Je zakladatelem vydavatelství Hydra Head Records a SiGe Records a autorem mnoha obalů alb. V současnosti žije v Seattlu v USA.

## Životopis

### Mládí
Jeho otec byl spisovatelem a matka učitelkou. Jako malý se s rodiči přestěhoval do Santa Fe, Nové Mexiko, USA, kde strávil dětství a vyrůstal. Jak osmnáctiletý se přestěhoval do Bostonu, kde začal studovat na School of the Museum of Fine Arts. Zde v roce 1995 založil své první vydavatelství Hydra Head Records.

### Soukromý život
V roce 2003 se Turner přestěhoval z Bostonu na západní pobřeží, do Los Angeles, kam přesunul i Hydra Head Records a Isis. V roce 2009 se přestěhoval z Los Angeles do Seattlu a přenesl sem i Hydra Head Records. V září téhož roku se oženil se svou dlouholetou partnerkou Faith Coloccia.

## Isis
Turner založil Isis na podzim roku 1997 spolu se svým spolubydlícím Jeffem Caxideom, budoucím baskytaristou.